# Lumban
Lumban là một đô thị hạng 4 ở tỉnh Laguna, Philippines. Theo điều tra dân số năm 2000 của Philipin, đô thị này có dân số 25.936 người trong 5.456 hộ.

## Các đơn vị hành chính
Lumban được chia ra 16 inhabited barangay and 2 uninhabited barangay.
| - Bagong Silang - Balimbingan - Balubad - Caliraya - Concepcion - Lewin - Maracta - Maytalang I - Maytalang II - Primera Parang | - Primera Pulo - Salac - Segunda Parang - Segunda Pulo - Santo Niño (Pob) - Wawa - Kulyon (uninhabited) - Binayuyo(uninhabited) |